# Eddie Wilcox
Edward Wilcox, detto Eddie (Blaengarw, 24 marzo 1927 – 11 gennaio 2015), è stato un calciatore gallese, di ruolo attaccante.

## Carriera
Inizia la carriera a livello semiprofessionistico dopo la fine della seconda guerra mondiale con l'Oxford City per poi nel 1948 diventare professionista con il West Bromwich, club della seconda divisione inglese, con cui nella sua prima stagione gioca 2 partite di campionato, contribuendo così alla promozione in prima divisione; gioca poi la sua prima partita in questa categoria con la maglia dei Baggies il 10 settembre 1949, nel successo per 3-1 sul campo dello Stoke City; il successivo 8 ottobre segna invece la sua prima rete con il club risultando decisivo per evitare la sconfitta nell'1-1 casalingo contro l'Aston Villa. Termina la stagione 1949-1950 con una rete in 4 presenze, mentre nell'annata successiva (che è anche la sua ultima nel club delle Midlands) realizza 2 reti in 6 partite di campionato giocate. Nell'estate del 1951 dopo complessive 3 reti in 12 presenze tra tutte le competizioni ufficiali viene ceduto al Worcester City: trascorre nove stagioni consecutive con questo club in Southern Football League, di cui diventa uno dei giocatori più rappresentativi di sempre giocandovi più di 400 partite ufficiali (inizialmente sempre da attaccante, poi con il passare degli anni venendo arretrato prima ad esterno di centrocampo ed infine addirittura in difesa) e contribuendo ad alcuni risultati storici come ad esempio la vittoria sul Liverpool nella FA Cup 1958-1959. Si ritira nel 1960 all'età di 33 anni a causa dei postumi di un grave infortunio subito nella sua ultima stagione da giocatore.